# Pim Ligthart
Pim Ligthart (Hoorn, 16 giugno 1988) è un dirigente sportivo, ex ciclista su strada e pistard olandese. Attivo come ciclista professionista dal 2011 al 2020, nel 2011 ha vinto il titolo nazionale in linea e nel 2015 il Grand Prix La Marseillaise. Dal 2022 è direttore sportivo del Team Picnic PostNL maschile e femminile (ex DSM).

## Palmarès

### Strada
- 2006 (Juniores)

2ª tappa Kroz Istru
- 2009 (AVC Aix-en-Provence)

2ª tappa Tour de Moselle
- 2011 (Vacansoleil, due vittorie)

Hel van het Mergelland
Campionati olandesi, Gara in linea
- 2013 (Vacansoleil, una vittoria)

5ª tappa Ster ZLM Toer
- 2015 (Lotto-Soudal, due vittorie)

Grand Prix d'Ouverture La Marseillaise
1ª tappa, 1ª semitappa Vuelta a Andalucía (La Rabida > Hinojos)

#### Altri successi
- 2014 (Lotto-Belisol Team)

Classifica scalatori Parigi-Nizza
- 2015 (Lotto-Belisol Team)

Classifica scalatori Giro di Danimarca

### Pista
- 2006

Campionati olandesi, Scratch
Campionati olandesi, Corsa a punti
- 2007

UIV Cup München (con Jeff Vermeulen)
Campionati olandesi, Scratch
Campionati olandesi, Corsa a punti
- 2008

4ª prova Coppa del mondo 2007-2008, Corsa a punti (Copenaghen)
- 2009

Sei giorni di Apeldoorn (con Robert Bartko e Léon van Bon)
- 2012

Sei giorni di Amsterdam (con Michael Mørkøv)

## Piazzamenti

### Grandi Giri
- Giro d'Italia

2013: 161º
2016: 125º
- Vuelta a España

2011: 108º
2012: 126º
2014: 127º
2020: ritirato (15ª tappa)

### Classiche monumento
- Milano-Sanremo

2012: 106º
2014: ritirato
2016: 126º
- Giro delle Fiandre

2014: ritirato
2016: 63º
2017: 29º
2018: 72º
2019: ritirato
- Parigi-Roubaix

2012: ritirato
2017: 52º
2019: ritirato
- Liegi-Bastogne-Liegi

2013: ritirato
- Giro di Lombardia

2014: ritirato

### Competizioni mondiali
- Campionati del mondo

Melbourne 2010 - In linea Under-23: ritirato
Copenaghen 2011 - In linea Elite: 21º
Richmond 2015 - In linea Elite: 99º